# Kissikátor
Kissikátor ist eine ungarische Gemeinde im Kreis Ózd im Komitat Borsod-Abaúj-Zemplén.

## Geografische Lage
Kissikátor liegt 50 Kilometer nordwestlich des Komitatssitzes Miskolc, 12,5 Kilometer südwestlich der Kreisstadt Ózd und ungefähr 3 Kilometer von der Grenze zur Slowakei entfernt. Nachbargemeinden sind Domaháza, Hangony und Borsodszentgyörgy.

## Geschichte
Im Jahr 1907 gab es in der damaligen Kleingemeinde 51 Häuser und 289 Einwohner auf einer Fläche von 1797  Katastraljochen. Sie gehörte zu dieser Zeit zum Bezirk Ózd im Komitat Borsod. Traditionell hatte die Land- und Forstwirtschaft für die Gemeinde eine besondere Bedeutung. Das wichtigste Unternehmen ist eine Brotfabrik, die die umliegenden Orte mit Backwaren versorgt.

## Gemeindepartnerschaften
- Gemerské Dechtáre, Slowakei

## Sehenswürdigkeiten
- Römisch-katholische Rundkirche Kisboldogasszony, die 1764 im barocken Stil auf den Fundamenten einer Kirchenruine aus dem 12. Jahrhundert erbaut wurde
- Dorfmuseum (Falumúzeum)

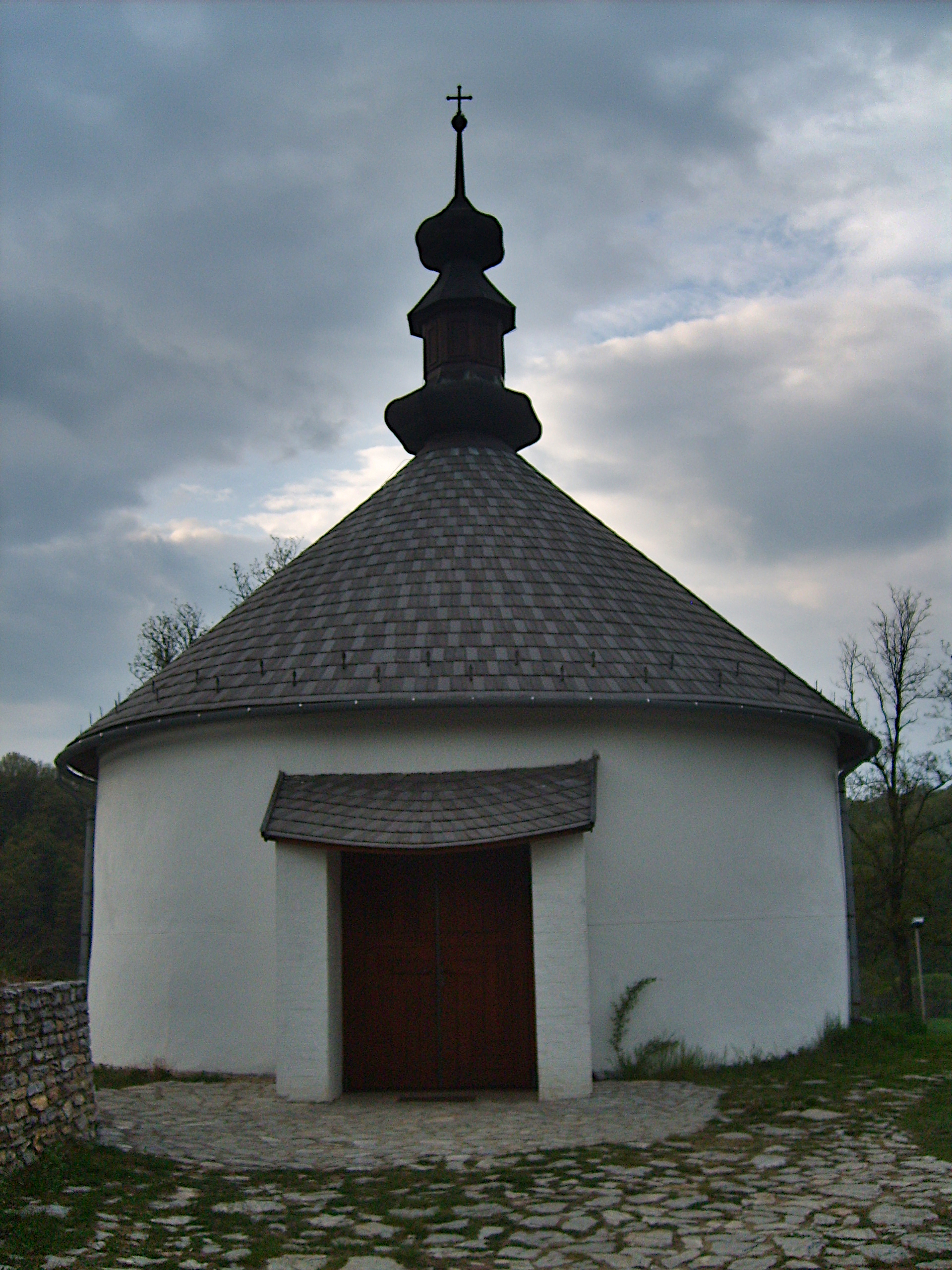
Rundkirche Kisboldogasszony
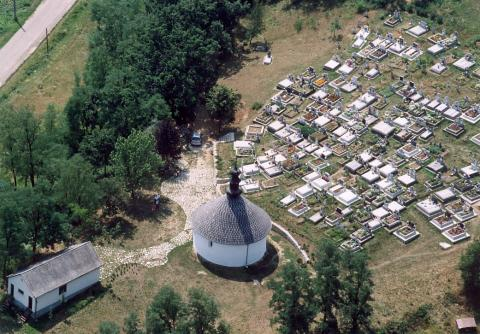
Luftbild von Rundkirche und Friedhof

## Verkehr
Kissikátor ist nur über die Nebenstraße Nr. 23115 zu erreichen, die von der nördlich des Ortes verlaufenden Landstraße Nr. 2306 abzweigt. Es bestehen Busverbindungen nach Domaháza sowie über Hangony nach Ózd, wo sich der nächstgelegene Bahnhof befindet.